# 国鉄ト20000形貨車
国鉄ト20000形貨車は、かつて日本国有鉄道（国鉄）に在籍した無蓋貨車である。

## 概要
国鉄における二軸無蓋車は17トン積みのトラ1形が1931年（昭和6年）まで製造されていたが、昭和恐慌にともない小口輸送の需要が高まったことから、10トン積み無蓋車として1933年にト20000形が登場した。国鉄初の鋼製無蓋車であり、この鋼製構造は以後登場するトム19000形、トラ4000形、トラ5000形にも採用されている。

### 製造
ト20000形は1933年（昭和8年）から1940年（昭和15年）にかけて汽車製造、川崎車輛、田中車輛、新潟鐵工所等で7,377両（ト20000 - ト27376）が製造された。小口輸送への対応に加え、明治・大正期に製造された10トン積み無蓋車（ト1形等）が老朽化により多数が廃車されたことから、その補充としても製造されている。
その後に富山地方鉄道（旧富岩鉄道）買収車が3両編入されたことから、最終番号はト27379となった。

### 構造
あおり戸と妻板は防錆性の高い3.2 mm厚の含銅鋼板製とされ、軽量化のため一部を溶接構造とした。側板は総あおり戸式で、あおり戸はト1形と同じく一枚ものであった。あおり戸は重量が大きく荷役には不便であったため、戦後の更新で構造が大きく変更される原因となった。床板は機械等の転動防止の容易化のため、厚さ60 mmの木製である。
車体寸法は、5.5 m 長の鋼材や3間物の木材を積載できるよう、荷台内法長を従前の標準型であったト1形に比べて155 mm延長して5,600 mm、幅も車両や機械を積載しやすいよう250 mm 拡大して2,400 mm としたため、床面積は13.4 m2に拡大された。その一方で、容積は営業上の理由からト1形と同じ9.3 m3にしたため、あおり戸高さは590 mm、妻板高さは890 mmに低められた。それでも、石炭荷重はト1形の8トンから10トンに増加している。
あおり戸の蝶番は、1934年（昭和9年）度製までの初期型では片側5箇所（1,400 mm間隔）であったが、1935年（昭和10年）度製以降製造車では片側6箇所（1,100 mm間隔）に増加された。この設計変更車の番号は製造所により入り組んでいるが、ト21000の前後と推定されている。さらに1937年（昭和12年）度以降製造車（ト24535以降）では車票挿しの位置が変更されている。
台枠構造は、トラ1形では側梁の腐食が問題となったことから、本形式では側梁を同形式よりも強化したが、その分の重量増を吸収するため中梁の寸法を小さくしている。床面高さは従来の無蓋車より60 mm低い1,040 mmとなり、台枠も高さが約50 mm低くなったことから自動連結器の緩衝器と干渉するため、この部分は床板を切り欠いて鋼板のカバーが設けられた。
その他の主要諸元は、全長6,906 mm、全幅2,590 mm、自重6.7 t である。下回りは軸距3,000 mm で、軸ばね受けはシュー式となっている。最高運転速度は65 km/hである。

### 木製化とト1形（2代）への改称
1948年度末には7,207両が在籍していたが、戦時中の酷使により鋼板製車体の傷みがひどくなったため、戦後の1952年（昭和27年）度から1955年（昭和30年）度にかけて更新修繕の対象となり、鋼製部を木体化して6,985両がト1形（2代）に改称された。これによりト20000形は1959年（昭和34年）度に形式消滅となった。
鋼製無蓋車の木体化改造は、本形式のほかトム19000形 → トム39000形、トラ4000形（形式番号の変更なし）、トラ5000形 → トラ6000形の4形式で行われている。

## ヒ300形への改造
1949年（昭和24年）、ト20000形の一部が上回りを撤去して、航送用控車ヒ300形に改造されている。

## ト1形（2代）
ト1形は、ト20000形を1952年（昭和27年）度から木体化改造して製作された10トン積み二軸無蓋車である。番号は原番号から20000を減じたもの（ト20000はト7380とした）とされ、6,960両（ト1 - ト7380。欠番多数）が国鉄工場で製作された。
本形式ではあおり戸高さを大きくして容積を増し、あおり戸の構造も変更している点が特徴的である。あおり戸の高さは、ト20000形時代の590 mmから770 mmとされ、荷台の内法寸法は、長さ5,506 mm、幅2,400 mm、床面積13.2 m2で、容積は27.7 m3にまで増加した。これは、ト1形（初代）の淘汰が完了していたため、同形式との互換性を考慮する必要がなくなったためである。それにともない、石炭荷重は10トンに増加した。
取扱いに難のあった1枚物の鋼製あおり戸は、中央で分割して2枚物とし、側柱も着脱式のものが取り付けられた。木製化にともない、蝶番の位置が変更され、台枠の長土台受けの位置も変更している。自重は6.9tとなった。
改造後は、唯一の10トン積み無蓋車として全国で使用されたが、1968年（昭和43年）10月1日の「ヨンサントオ」ダイヤ改正では固定軸距が3,000 mmと短いため全車が高速（最高速度75 km/h）化不適格とされ、「ロ」車として黄帯を標記し、特定線区や北海道内に封じ込めて運用された。
1968年度末には246両が在籍していたが、1970年（昭和45年）度に実質的に消滅した。書類上の形式消滅は1983年（昭和58年）である。

## 譲渡

### 三井芦別鉄道
1950年（昭和25年）12月26日に、1両（ト21786）が三井芦別鉄道に譲渡され、ト1となった。

### 三菱鉱業大夕張鉄道
1951年（昭和26年）5月25日に、1両（ト26698）が三菱鉱業大夕張鉄道に譲渡され、ト6291となった。

### 東京急行電鉄 → 京浜急行電鉄
1944年（昭和19年）に当時の東京急行電鉄（大東急）で使用するため10両が譲渡され、標準軌へ改軌などの改造の上、湘南線（現在の京浜急行電鉄本線）等で使用された。2両1組での使用であるため、連結器は1組ごとの編成外端のみウェスティングハウス式密着連結器に交換された。

## 同形車

### 富岩鉄道 → 富山地方鉄道
ト21形は、富岩鉄道が1937年（昭和12年）4月22日に、3両（ト21 - ト23）を日本車輌製造で製造した同形車である。1943年（昭和18年）6月1日の戦時買収により国有化され、ト20000形（ト27377 - ト27379）に改称された。

### 北恵那鉄道
ト151形は、北恵那鉄道が1935年（昭和10年）6月に5両（ト151 - ト155）を日本車輌製造東京支店で製造したほぼ同形の車両である。

### 大井川鐵道
大井川鐵道（旧・大井川鉄道）にも国鉄ト20000形の同型車が在籍しており、ト100形として使用されていた。
貨物輸送の廃止により大多数が廃車解体されたが、ト111の1両が解体されずに残存していた。2016年6月に滋賀県在住の鉄道ファンがこのト111を大井川鐵道より買い取り、福井県敦賀市の「新疋田ミニ鉄道公園」（新疋田駅付近）に保存された。車両番号は国鉄ト20000形の続き番号で架空の「ト27409」が標記され、2016年10月30日の新疋田ミニ鉄道公園開園に合わせて同日限りの一般公開が行われた。
2019年には群馬県中之条町の旧国鉄吾妻線太子駅跡に移設されることになり、同年3月25日に搬入された。